# Tommi Santala
Tommi Santala (ur. 27 czerwca 1979 w Helsinkach) – fiński hokeista, reprezentant Finlandii.

## Kariera
- Jokerit U16 (1994-1995)
- Jokerit U18 (1995-1997)
- Jokerit U20 (1996-1999)
- Jokerit (1998-1999)
- HPK U20 (1999-2000)
- HPK (1998-2003)
- Atlanta Thrashers (2003-2004)
- Chicago Wolves (2003-2005)
- Jokerit (2005-2006)
- Vancouver Canucks (2006-2007)
  -  Manitoba Moose (2006)
- Jokerit (2007-2008)
- HPK (2004-2005)
- Kloten Flyers (2008-2018)
  -  Mietałłurg Magnitogorsk (2016-2017)
  -  HPK (2017)
- HIFK (2018-2019)

Wychowanek klubu Jokerit w rodzinnym mieście. Występował w rozgrywkach fińskiej Liiga, północnoamerykańskich NHL i AHL. Od 2008 zawodnik klubu Kloten Flyers w szwajcarskiej lidze NLA. W listopadzie 3013 przedłużył kontrakt o dwa lata. W grudniu 2016 został przetransferowany do Mietałłurga Magnitogorsk. W grudniu 2017 został wypożyczony do HPK na czas turnieju Puchar Spenglera 2017. W maju 2018 przeszedł do HIFK. We wrześniu 2019 ogłosił zakończenie kariery zawodniczej.
Uczestniczył w turniejach mistrzostw świata w 2003, 2006, 2009, 2010.

## Sukcesy
Reprezentacyjne
- Brązowy medal mistrzostw świata: 2006

Klubowe
- Brązowy medal mistrzostw Finlandii: 2000, 2002, 2003 z HPK
- Mistrzostwo konferencji AHL: 2005 z Chicago Wolves
- Finał o Puchar Caldera: 2005 z Chicago Wolves
- Mistrzostwo dywizji NHL: 2007 z Vancouver Canucks

Indywidualne
- SM-liiga (2002/2003):
  - Pierwsze miejsce w klasyfikacji asystentów w sezonie zasadniczym: 38 asyst
  - Trzecie miejsce w klasyfikacji kanadyjskiej w sezonie zasadniczym: 51 punktów
- SM-liiga (2007/2008):
  - Czwarte miejsce w klasyfikacji strzelców w sezonie zasadniczym: 28 goli[6]
  - Szóste miejsce w klasyfikacji kanadyjskiej w sezonie zasadniczym: 58 punktów[7]
  - Trzecie miejsce w klasyfikacji asystentów w fazie play-off: 12 asyst[8]
  - Szóste miejsce w klasyfikacji kanadyjskiej w fazie play-off: 16 punktów[9]